# Mauser HSc mod.90T
Mauser HSc mod.90T — травматический пистолет, разработанный на основе конструкции 8-мм газового пистолета Mauser HSc mod.90 (коммерческое наименование ROHM RG-88).

## Конструкция
Пистолет самозарядный, работает по принципу отдачи свободного затвора. Ударно-спусковой механизм двойного действия. Магазин коробчатый, с однорядным расположением патронов.
В канале ствола имеется три выступа, исключающие возможность выстрела боевым патроном. Ещё одним отличием травматического Mauser HSc mod.90T от газового пистолета Mauser HSc mod.90 является наличие поперечного штифта для фиксации спусковой скобы.
Оружие отличается невысокой механической прочностью, поскольку основные детали изготовлены из порошкового сплава (силумин).